# Medizinproduktegesetz
Medizinproduktegesetz (kurz MPG) bezeichnet in Deutschland und Österreich die nationale Umsetzung der europäischen Richtlinien 90/385/EWG für aktive implantierbare medizinische Geräte, 93/42/EWG für Medizinprodukte und 98/79/EG für In-vitro-Diagnostika.
Mit dem Medizinproduktegesetz wurde die bis dahin geltende Medizingeräteverordnung (MedGV), die lediglich für medizinisch-technische Geräte galt, abgelöst. Vor dem Inkrafttreten des Medizinproduktegesetzes waren die rechtlichen Regelungen für Medizinprodukte über eine Vielzahl von Gesetzen verstreut. Weder gab es einen einheitlichen Begriff „Medizinprodukt“ noch war das Recht die Medizinprodukte betreffend vereinheitlicht (kodifiziert). Medizinprodukte unterfielen teilweise der Medizingeräteverordnung (MedGV), dem Lebensmittel- und Bedarfsgegenständegesetz oder dem Arzneimittelrecht. Diese unterschiedlichen Regularien mit ihren unterschiedlichen Anforderungen sowie die fehlende einheitliche Definition des Begriffs Medizinprodukt machten eine einheitliche Rechtsanwendung schwer und wurden dem innovativen Markt mit Medizinprodukten auch nicht gerecht. Mit dem Inkrafttreten des Medizinproduktegesetz konnten diese Schwächen beseitigt und das Recht die Medizinprodukte betreffend kodifiziert werden. Nunmehr ist der Begriff Medizinprodukt in § 3 MPG klar definiert und in § 2 der Anwendungsbereich des Medizinproduktegesetzes inklusive die Abgrenzung zu anderen Produkten (z. B. Arzneimittel, kosmetische Mittel und Transplantate) und Rechtsmaterien klar umschrieben.
Von den Medizinprodukten zu trennen und damit dem Anwendungsbereich des Medizinproduktegesetzes entzogen sind die Arzneimittel. Der Hauptunterschied zwischen Medizinprodukten und Arzneimitteln liegt in der bestimmungsgemäßen Hauptwirkung. Während Arzneimittel pharmakologisch, immunologisch oder metabolisch wirken, wird den Medizinprodukten eine physikalische Wirkungsweise zugewiesen. Für die Festlegung dieser sog Zweckbestimmung ist der Hersteller (Definition in § 3 Nr. 15 MPG) verantwortlich. Die Zweckbestimmung, die somit subjektiv festgelegt wird, ergibt sich regelhaft aus der Kennzeichnung des Produkts, der Gebrauchsanweisung oder den Werbematerialien (§ 3 Nr. 10 MPG). Während die bestimmungsgemäße Wirkung von Arzneimitteln überwiegend objektiv festgelegt wird, d. h. nach wissenschaftlichen Erkenntnissen, gilt für Medizinprodukte eine subjektive Festlegung, wobei auch hier der Hersteller nicht grundsätzlich frei ist und sein Produkt willkürlich dem Medizinproduktegesetz zuordnen kann. Mit der Abgrenzung von Medizinprodukten zu Arzneimitteln oder kosmetischen Produkten hatten sich in der Vergangenheit eine Vielzahl von Oberlandesgerichten, vornehmlich im Rahmen von wettbewerbsrechtlichen Unterlassungsklagen, beschäftigen müssen. Dies verdeutlicht, dass die Festlegung der bestimmungsgemäßen Wirkung nicht immer einfach ist, denn die Beurteilung obliegt oft wissenschaftlichen Erkenntnissen.

## EU-weite Vorgabe
Die europäischen Verordnungen 2017/745 (MDR) und 2017/746 (IVDR) enthalten die rechtlichen Anforderungen an das erstmalige Inverkehrbringen (erstmalige Abgabe vom Hersteller an den Handel oder Endverbraucher) und die erstmalige Inbetriebnahme von Medizinprodukten (Bereitstellung zum Gebrauch bzw. Anwendung) im Europäischen Wirtschaftsraum (EWR). Diese werden durch nationale Gesetzgebungen ergänzt.
Mit dem europäischen Medizinprodukterecht wurde ein Beobachtungs- und Meldesystem eingerichtet, das mit den anderen Vertragsstaaten des Europäischen Wirtschaftsraums zusammenarbeitet; es dient der Erfassung und Abwehr von Risiken aus Medizinprodukten. Medizinprodukte, die nach europäischem Recht in einem Mitgliedstaat der Europäischen Union verkehrsfähig sind, sind auch in den anderen Mitgliedstaaten verkehrsfähig.
Dadurch steht Herstellern, Vertreibern, Patienten und Ärzten der gesamte EU-Markt der Medizinprodukte zur Verfügung. Vom Medizinprodukterecht werden alle Medizinprodukte erfasst. Die nach dem europäischen und somit auch nach dem nationalen Medizinprodukterecht verkehrsfähigen Medizinprodukte sind an der CE-Kennzeichnung („CE“ stand ursprünglich für „Communautée Européenne“, also „Europäische Gemeinschaft“) (die auch für Spielwaren, Elektrogeräte und andere Produkttypen vorgeschrieben ist) zu erkennen. Eine 4-stellige Kennnummer hinter dem CE-Logo identifiziert die sog. Benannte Stelle in Europa, die die Einhaltung der Anforderungen gemäß Medizinprodukte-Verordnung geprüft hat (EG-Konformitätsbewertung).
Das europäische Medizinprodukterecht geht von dem Grundsatz aus: weniger Staat zugunsten der Eigenverantwortung des Herstellers (bzw. des Erstimporteurs in die EU-Staatengemeinschaft). Es dient auch der Privatisierung staatlicher Aufgaben. Die Durchführung des Konformitätsbewertungsverfahrens erfolgt durch den Hersteller selbst. Bei Produkten der Klassen I steril und/oder mit Messfunktion, IIa, IIb und III ist zusätzlich eine Zertifizierung durch privatrechtliche oder staatliche (z. B. in Spanien) Prüfstellen erforderlich. Diese werden von staatlichen oder föderalistischen (z. B. in Deutschland, durch die Zentralstelle der Länder für Gesundheitsschutz bei Arzneimitteln und Medizinprodukten, ZLG) Stellen benannt. Die Aufgaben der Überwachungsbehörden liegen in der Überwachung der Verantwortlichen, der Produkte, der Prüfstellen, der aufgetretenen Risiken und der klinischen Prüfungen. Die Überwachung erfolgt durch Inaugenscheinnahme der Betriebsstätten und Produkte, Prüfung der Technischen Dokumentation des Herstellers inklusive der klinischen Daten, Auswertung von Vorkommnismeldungen. Über die ZLG erfolgt die Benennung und Überwachung der Prüfstellen (Benannte Stellen).
Die EU-Verordnungen über Medizinprodukte (MDR) und In-vitro-Diagnostika (IVDR) vom 5. Mai 2017 (EU) 2017/745 und (EU) 2017/746 setzen heute rechtlich neue Maßstäbe, weil sie zur Vermeidung einer Fragmentierung des EU-Binnenmarktes gegenüber den Rechtsunterworfenen, den „Wirtschaftsakteuren“, direkte Rechtswirkung entfalten, ohne in nationales Recht überführt werden zu müssen.
Beide Verordnungen traten am 25. Mai 2017 in Kraft.
Der Rechtstext der MDR enthält auf 175 Seiten des EU-Amtsblatts 101 Erwägungsgründe, 123 Artikel und 17 Anhänge.
Zum Vergleich: Die MDD enthielt auf 60 Seiten des Amtsblatts lediglich 23 Erwägungsgründe, nur 23 Artikel und 12 Anhänge.
Die MDR erfuhr bislang zwei im EU-Amtsblatt bekanntgemachte „Berichtigungen“, die erste am 5. Mai 2019 und eine zweite, auch mit inhaltlichen Änderungen, am 27. Dezember 2019.
Das zweite Korrigendum beinhaltete die Einführung einer „Grace Period“ (Übergangsfrist zum weiteren Bereitstellen von Alt-Produkten nach dem MDR-Geltungsbeginn) für durch die MDR höherklassifizierte ehemalige Klasse I-Produkte. Diese wurden so rechtlich Alt-Produkten mit einem weiter gültigen Richtlinienzertifikat gleichgestellt.
Am 24. April 2020 trat die Verordnung (EU) 2020/561 des Europäischen Parlaments und des Rates vom 23. April 2020 zur Änderung der Verordnung (EU) 2017/745 über Medizinprodukte hinsichtlich des Geltungsbeginns einiger ihrer Bestimmungen (ABl. L 180, S. 18, vom 23. April 2020) in Kraft, die insbesondere zu einer Verschiebung des Geltungsbeginn der MDR um ein Jahr auf den 26. Mai 2021 führte. Die nicht mit verlängerte Grace Period verkürzt sich damit rechnerisch auf drei Jahre.
Ergänzt wird die MDR durch 43 Ermächtigungen zum Erlass sekundärer Rechtsakte. 11 sehen den Erlass delegierter Rechtsakte vor und 32 den Erlass ausführender Rechtsakte.

## Deutschland
Das Medizinproduktegesetz (MPG) enthält die technischen, medizinischen und Informations-Anforderungen für das Inverkehrbringen von Medizinprodukten (durch Herstellung oder Einfuhr) im Europäischen Wirtschaftsraum (EWR). Das MPG hat am 1. Januar 2002 die Medizingeräteverordnung (MedGV von 1985) endgültig abgelöst, wobei die Einteilung gemäß MedGV in Gruppen von Medizinprodukten, die bis 1994 hergestellt wurden, unangetastet blieb und diese Medizinprodukte nicht neu gemäß Medizinprodukte-Betreiberverordnung (MPBetreibV) in Klassen eingeteilt wurden. Das heißt, die Regelung und Bestimmungen der MedGV bleiben für diese Medizinprodukte (hergestellt bis 1994) erhalten.
Über die Medizinprodukte-Betreiberverordnung (MPBetreibV) gelten auch Betreiber- und Anwendervorschriften für Medizinprodukte.
Das Medizinproduktegesetz ist am 26. Mai 2021 durch das Medizinprodukterecht-Durchführungsgesetz für alle Produkte im Anwendungsbereich der Verordnung (EU) 2017/745 abgelöst worden (Art. 17 Abs. 1 Satz 2 des Gesetzes Medizinprodukte-EU-Anpassungsgesetz). Für In-vitro-Diagnostika war es übergangsweise bis 25. Mai 2022 noch anzuwenden (§ 2 Abs. 1 des Medizinprodukterecht-Durchführungsgesetzes).

### Zuständigkeit und Kontrolle
Für die Durchführung der Aufgaben nach § 32 Abs. 1 bis 3 MPG sind als Behörden zuständig:
- Bundesinstitut für Arzneimittel und Medizinprodukte (BfArM)
- Paul-Ehrlich-Institut (PEI)
- Physikalisch-Technische Bundesanstalt (PTB)

Darüber hinaus führt das Deutsche Institut für Medizinische Dokumentation und Information (DIMDI) als nichtrechtsfähige Bundesanstalt und Institution im Geschäftsbereich des Bundesgesundheitsministeriums (BMG) die gesetzlichen Aufgaben nach § 33 MPG in Verbindung mit der DIMDI-Verordnung durch.

### Rechtsverordnungen und Strafvorschriften
Mit sechs Strafvorschriften enthält das Medizinproduktegesetz auch Nebenstrafrecht.
Nach § 4 MPG ist es verboten, Medizinprodukte in den Verkehr zu bringen, zu errichten, in Betrieb zu nehmen, zu betreiben oder anzuwenden, wenn der begründete Verdacht besteht, dass sie die Sicherheit und die Gesundheit der Patienten, der Anwender oder Dritter bei sachgemäßer Anwendung, Instandhaltung und ihren Zweckbestimmung entsprechender Verwendung über ein nach den Erkenntnissen der medizinischen Wissenschaften vertretbares Maß hinausgehend gefährlich oder ihr Verfalldatum abgelaufen ist.
Es wird durch Rechtsverordnungen weiter ausgeführt:
- Verordnung über Medizinprodukte (Medizinprodukte-Verordnung, MPV)
- Verordnung über die Erfassung, Bewertung und Abwehr von Risiken bei Medizinprodukten (Medizinprodukte-Sicherheitsplanverordnung, MPSV)
- Verordnung über das Errichten, Betreiben und Anwenden von Medizinprodukten (Medizinprodukte-Betreiberverordnung, MPBetreibV)
- Verordnung über das datenbankgestützte Informationssystem über Medizinprodukte des Deutschen Instituts für Medizinische Dokumentation und Information (DIMDI-Verordnung, DIMDIV)
- Verordnung zur Regelung der Abgabe von Medizinprodukten (Medizinprodukte-Abgabeverordnung, MPAV)
- Gebührenverordnung zum Medizinproduktegesetz und den zu seiner Ausführung ergangenen Rechtsverordnungen (Medizinprodukte-Gebührenverordnung, MPGebV)
- Verordnung über klinische Prüfungen von Medizinprodukten (MPKPV)

Die „Bekanntmachungen“ und „Mitteilungen“ des Bundesministeriums für Gesundheit (BMG) erläutern einige dieser Rechtsverordnungen (MPBetreibV, DIMDIV, MPSV und MPKPV).
Medizinprodukte-Abgabeverordnung (MPAV)
Am 29. Juli 2014 trat die Verordnung über die Abgabe von Medizinprodukten und zur Änderung medizinprodukterechtlicher Vorschriften in Kraft (BGBl. 2014 I S. 1227).
Kernstück der Artikel-Verordnung ist die Aufhebung der bisherigen Verordnungen über die Verschreibungspflicht und die Apothekenpflicht für Medizinprodukte. Sie werden durch eine „Medizinprodukte-Abgabeverordnung“ ersetzt, die die Abgabe bestimmter Medizinprodukte zur Laienanwendung regelt. Für alle übrigen Medizinprodukte, die unter ärztlicher Aufsicht angewendet werden, entfällt die frühere Verschreibungs- und Apothekenpflicht.
Geändert wurden außerdem die
- MPBetreibV: Betreiberverordnung, die u. a. die Einführung eines Implantatpasses fordert,
- MPKPV: Verordnung über klinische Prüfungen – Verordnung mit Erleichterungen im Genehmigungsverfahren klinischer Prüfungen beim BfArM,
- MPSV: Sicherheitsplan-Verordnung – mit der Deregulierung, dass schwerwiegende unerwünschte Ereignisse nur noch bei Produktbezug zu melden sind; in einer parallelen Anhörung[2] wird die Frage diskutiert, ob auch das Unterlassen einer gebotenen Meldung unerwünschter Ereignisse („Vorkommnisse“) durch das medizinische Fachpersonal (Anwender und Betreiber) an das BfArM sanktioniert, d. h. bußgeldbewehrt werden soll,
- DIMDI-Verordnung mit neuen internen Unterrichtungspflichten und der Erfassung von SAE-Meldungen.

## Österreich
Das österreichische Medizinproduktegesetz ist am 1. Januar 1997 in Kraft getreten, die österreichische Medizinproduktebetreiberverordnung am 1. April 2007. Beide wurden durch das am 30. Dezember 2009 veröffentlichte Bundesgesetz betreffend Medizinprodukte (Medizinproduktegesetz, MPG) entsprechend den durch EU-Richtlinie 2007/47/EG geänderten EU-Richtlinien 90/385/EWG und 93/42/EWG modifiziert.